# Mesotrichosiphum uichancoi
Mesotrichosiphum uichancoi är en insektsart. Mesotrichosiphum uichancoi ingår i släktet Mesotrichosiphum och familjen långrörsbladlöss. Inga underarter finns listade i Catalogue of Life.